# Frank Wien
Frank Wien (* 5. Juni 1930 in Groß Potauern, Kreis Gerdauen; † 5. Oktober 1998 in Hannover) war ein deutscher Jurist und Politiker (FDP).

## Leben
Als Sohn eines Gutsbesitzers geboren besuchte Wien die Hufenoberschule in Königsberg und nach seiner Flucht aus Ostpreußen die Bismarckschule in Hannover. Ab 1949 studierte er Rechtswissenschaften in Marburg. Während seines Studiums wurde er 1949 Mitglied der Burschenschaft Teutonia Königsberg/Marburg, der späteren Burschenschaft Teutonia-Germania Marburg. Nach seinen beiden juristischen Staatsexamen 1952 und 1957 trat er 1961 in den niedersächsischen Staatsdienst und wurde Beamter auf Lebenszeit. 1959 trat er in die FDP ein, in der er sich viele Jahre auf Kreis-, Landes- und Bundesebene engagierte. In Hannover gehörte er der Redaktion des Durchhalteblättchens der Liberalen Depesche an. 1961 wurde er in Marburg zum Dr. iur. promoviert.
1964 wurde er Geschäftsführer der Niedersächsischen Hochschulbaugesellschaft. Er arbeitete bis 1973 im niedersächsischen Finanzministerium, zuletzt als Ministerialrat. Von 1969 bis 1971 und von 1986 bis 1990 saß er im Aufsichtsrat der Flughafen Hannover-Langenhagen GmbH. In den 1960er Jahren saß er im Aufsichtsrat der Volkswagen AG. Von 1971 bis 1974 gehörte er dem Vorstand der Deutschen Messe AG in Hannover an. 1975 leitete er die Wirtschaftsabteilung im Niedersächsischen Wirtschaftsministeriums. Von 1976 bis 1980 saß er im Aufsichtsrat der Weser-Jade-Gesellschaft. Von 1976 bis 1980 war er Vorsitzender des Gymnasiums Elsa-Brändström-Schule Hannover. In den 1980/90er Jahren saß er im Aufsichtsrat der niedersächsischen Sektion der Deutschen Verkehrswacht. Von 1981 bis 1990 war er Mitglied im Beirat der Friedrich-Naumann-Stiftung. 1986 wurde er Ministerialdirigent im Wirtschaftsministerium, in dem er als Abteilungsleiter der Abteilung 1 (Personal und Verwaltung) wirkte. Unter Minister Walter Hirche wurde er im Juni 1986 zum Staatssekretär im Niedersächsischen Ministerium für Wirtschaft, Verkehr und Technologie ernannt. 1991 ging er in den einstweiligen Ruhestand. 1992/93 übernahm er bei der OECD die Leitung eines Teams zur Prüfung des Beitritts Rumäniens zur Europäischen Gemeinschaft.

## Veröffentlichungen (Auswahl)
- Das allgemeine Persönlichkeitsrecht im Lichte des neuesten Schrifttums und der neuesten Rechtsprechung. Dissertation Universität Marburg 1961.